# George L. Lilley

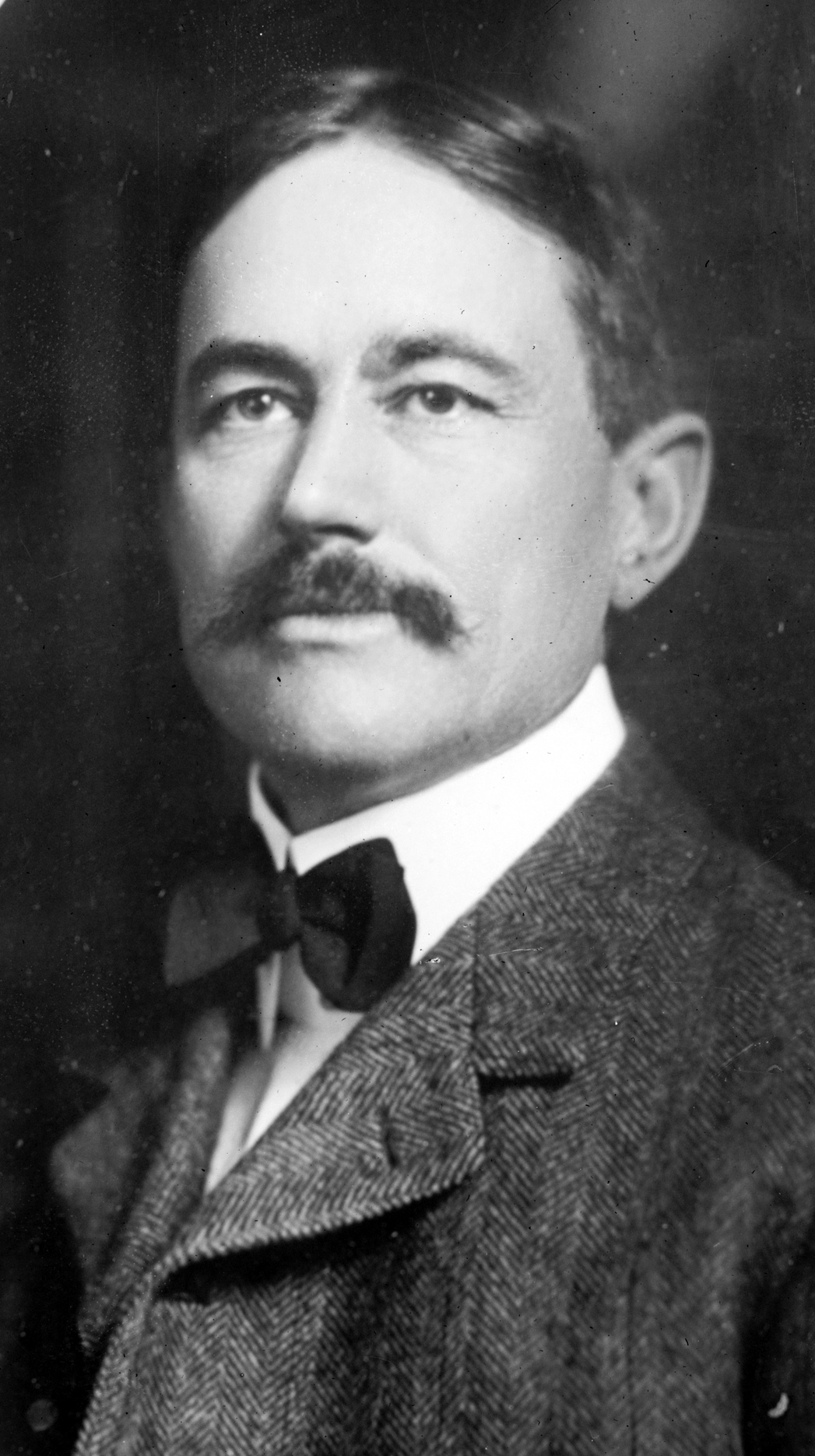
George L. Lilley.

George Leavens Lilley, född 3 augusti 1859, död 21 april 1909, var en amerikansk politiker, ledamot av USA:s representanthus och guvernör i Connecticut.

## Tidigt liv
Lilley föddes i Oxford, Massachusetts. Han gick i offentliga skolor i Oxford, Worcester High School, och Worcester Technical Institute. Han flyttade till Waterbury, Connecticut, 1881 och ägnade sig åt handel och fastigheter.

## Politisk karriär
Lilley var ledamot av Connecticuts representanthus från 1901 till 1903. Han valdes 1902 för Republikanerna till USA:s representanthus i tre mandatperioder och tjänstgjorde där från den 4 mars 1903 till den 5 januari 1909. Han kandiderade inte till omval i valet 1908, eftersom han hade utnämnts till kandidat för att bli guvernör i Connecticut. Han vann valet och efterträdde sin partikamrat Rollin S. Woodruff som guvernör den 5 januari 1909.
Enligt beslut av USA:s representanthus den 20 januari 1909, befanns Lilleys mandat i representanthuset vakant från den 6 januari 1909, på den grunden att innehavaren hade tillträtt tjänsten som guvernör i Connecticut dagen dessförinnan.
Lilley var guvernör i Connecticut till dess han avled i Connecticuts huvudstad Hartford den 21 april 1909, vid en ålder av 49 år. Dödsorsaken är okänd. Han begravdes på Riverside Cemetery i Waterbury.
Lilley efterträddes som guvernör av sin viceguvernör Frank B. Weeks, som tjänstgjorde återstoden av den tvååriga mandatperioden.